# Lino Červar
Lino Červar (Vrsar, 22 de septiembre de 1950) es un entrenador de balonmano croata.
Fue seleccionador de su país desde 2017 a 2021.
Con este entrenador, Croacia logró alcanzar el oro en el Campeonato Mundial de Balonmano Masculino de 2003 y en los Juegos Olímpicos de Atenas 2004, además de otras medallas de plata, siendo así el líder de la generación más laureada del balonmano croata.

## Trayectoria
- Selección de Italia: 1994-2000
- RK Zagreb: 2000-2002
- AS Conversano: 2002-2004
- RK Zagreb: 2004-2009
- Selección de Croacia: 2002-2010
- RK Metalurg Skopje: 2009-2017
- Selección de Macedonia: 2016-2017
- Selección de Croacia: 2017-2021